# Rapsodia de sangre
Rapsodia de sangre es una película dramática española estrenada en 1958 y dirigida por Antonio Isasi-Isasmendi. Rodada en Barcelona y Bilbao,  tiene un fuerte cariz anticomunista y está ambientada en la revolución húngara de 1956, utilizando imágenes de archivo de la misma.

## Argumento
El joven pianista Andras Pulac se niega a hacer un concierto en honor de un alto dirigente soviético como protesta por la invasión soviética de Hungría, pero esta negativa perjudica a los organizadores de una manifestación contra el régimen que utilizaban su concierto como consigna. Al enterarse acepta y decide casarse con su prometida Maria Kondor. Mientras tanto, la fuerte represión comunista en las calles provoca la ira popular que desata una revolución.

## Premios
Medallas del Círculo de Escritores Cinematográficos
| Año  | Categoría              | Película         | Resultado |
| ---- | ---------------------- | ---------------- | --------- |
| 1958 | Mejor actor secundario | Francisco Piquer | Ganador   |